# Odessa (Washington)
Odessa é uma cidade  localizada no estado norte-americano de Washington, no Condado de Lincoln.

## Demografia
Segundo o censo norte-americano de 2000, a sua população era de 957 habitantes.
Em 2006, foi estimada uma população de 934, um decréscimo de 23 (-2.4%).

## Geografia
De acordo com o United States Census Bureau tem uma área de
2,1 km², dos quais 2,1 km² cobertos por terra e 0,0 km² cobertos por água. Odessa localiza-se a aproximadamente 472 m acima do nível do mar.

## Localidades na vizinhança
O diagrama seguinte representa as localidades num raio de 36 km ao redor de Odessa.